# NGC 7800
NGC 7800 est une galaxie irrégulière de type magellanique située dans la constellation de Pégase. Sa vitesse par rapport au fond diffus cosmologique est de 1 394 ± 25 km/s, ce qui correspond à une distance de Hubble de 20,6 ± 1,5 Mpc (∼67,2 millions d'al). NGC 7800 a été découverte par l'astronome germano-britannique William Herschel en 1783.
La classe de luminosité de NGC 7800 est V-IV et elle présente une large raie HI.
À ce jour, deux mesures non basées sur le décalage vers le rouge (redshift) donnent une distance de 22,700 ± 1,697 Mpc (∼74 millions d'al), ce qui est à l'intérieur des valeurs de la distance de Hubble.